# Kawelu Planitia
Kawelu Planitia is een laagvlakte op de planeet Venus. Kawelu Planitia werd in 1985 genoemd naar Kawelu, een Hawaïaanse prinses en heldin uit de volksverhalen.
De laagvlakte heeft een diameter van 3910 kilometer en bevindt zich in het westen van het gelijknamige quadrangle Kawelu Planitia (V-16) en de quadrangles Metis Mons (V-6), Bellona Fossae (V-15) en Ulfrun Regio (V-27).